# Hôpital Saint-Louis
Hôpital Saint-Louis (česky Nemocnice sv. Ludvíka) je druhá nejstarší nemocnice v Paříži. Nachází se v 10. obvodě. Nemocnici založil král Jindřich IV. v roce 1607, aby ulevil dosavadnímu špitálu Hôtel-Dieu na ostrově Cité během morových epidemií. Nemocnice byla zasvěcena svatému Ludvíkovi, který v roce 1270 podlehl epidemii v Tunisku. Areál staré nemocnice je chráněn jako historická památka. V těchto objektech sídlí dnes administrativní část nemocnice, protože v 80. letech 20. století byl vystavěn moderní komplex pro fakultní nemocnici, která patří k Univerzitě Paříž VII. Jejími hlavními specializacemi jsou dermatologie, hematologie a léčba rakoviny. Nemocnice má 2500 zaměstnanců.

## Historie
Hôpital Saint-Louis byl postaven na počátku 17. století z příkazu Jindřicha IV., který vydal 17. května 1607 zakládací listinu a 13. července byl položen základní kámen nemocniční kaple. Panovník založil novou nemocnici z toho důvodu, že dosavadní špitál na ostrově Cité nedostačoval svou kapacitou při předchozích epidemiích v letech 1562, 1596 a 1606. Původně byl špitál založen jako dočasné karanténní zařízení pouze pro dobu epidemie uprostřed polí v neobydlené oblasti za hradbami tehdejšího města.
Původně se špitál nazýval Maison de la Santé (Dům zdraví) a posléze byl přejmenován na Hôpital Saint-Louis na paměť krále Ludvíka IX., který zemřel při epidemi (pravděpodobně úplavice) v Tunisku roku 1270 na konci osmé křížové výpravy.
Výstavba probíhala rychle. Jako první byla postavena kaple, ve které byla sloužena v roce 1610 zádušní mše za zavražděného Jindřicha IV. Nemocnice byla dokončena v roce 1612.
Areál sloužil v těchto obdobích:

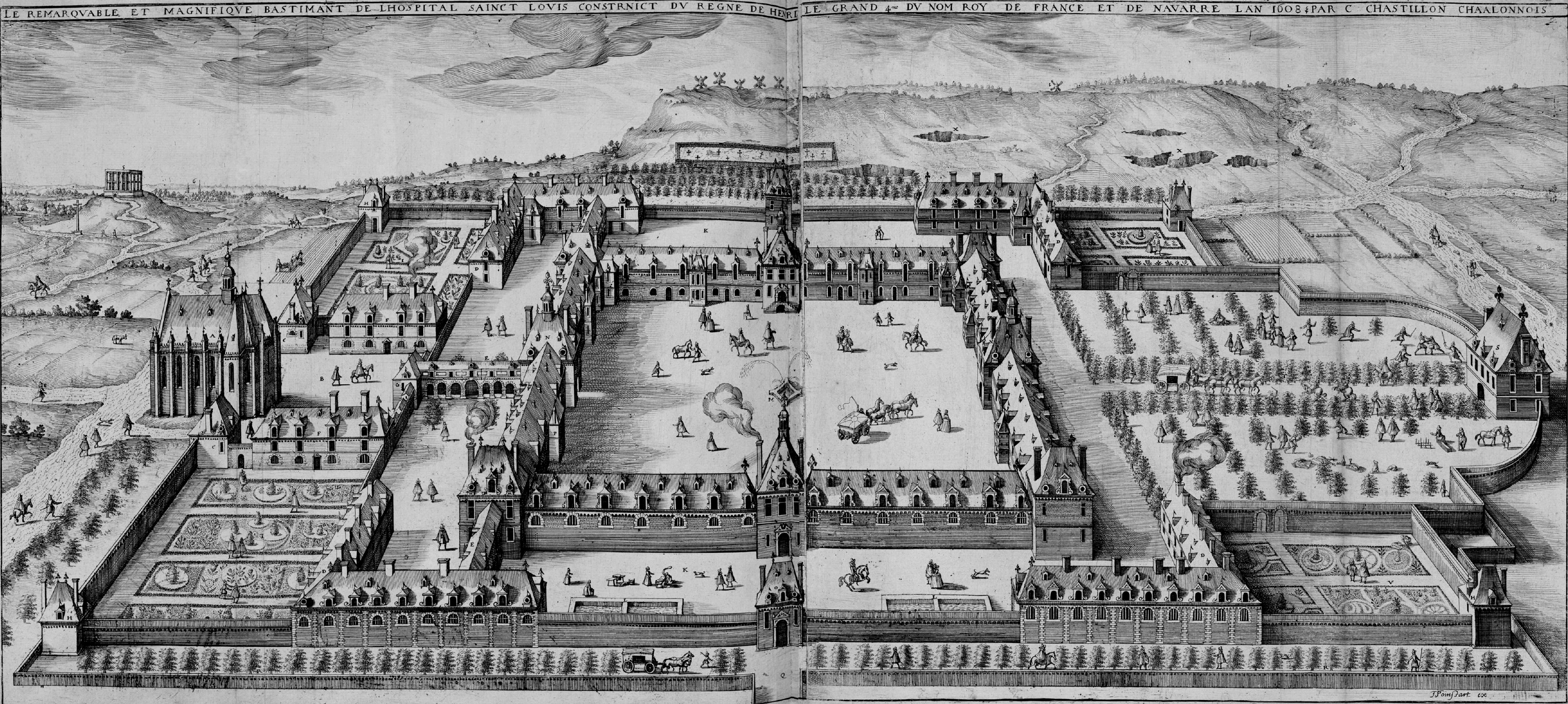
Plán nemocnice z roku 1608

- 1616-1636 bez přerušení kvůli epidemiím
- 1651 během Frondy
- 1670-1671, 1709-1710, 1729-1730 při epidemiích
- 1731-1740 prostory sloužily jako sýpka
- od roku 1749 sem byly zavíráni žebráci a tuláci
- 1754-1767 jako druhá nemocnice vedle Hôtel-Dieu v centru města
- od roku 1773 po požáru v Hôtel-Dieu slouží Hôpital Saint-Louis bez přerušení jako nemocnice do současnosti

Nemocnice hrála významnou roli v rozvoji dermatologie v 19. století, což připomíná muzeum, které je součástí areálu.

## Architektura staré nemocnice
Architektem byl Claude Chastillon, který projektoval též pařížské náměstí Place des Vosges, takže i nemocnice stavěná ve stejné době jako náměstí, nese obdobné rysy. Střed areálu tvoří čtvercové nádvoří o délce 120 metrů (dnes s parkovou úpravou), které je ze všech stran obklopeno budovami z cihel a vápence. Jihozápadní vstup nemocnice na křižovatce ulic Rue Bichat a Avenue Richerand byl využíván při natáčení seriálu Navarro jako vchod policejního komisařství.

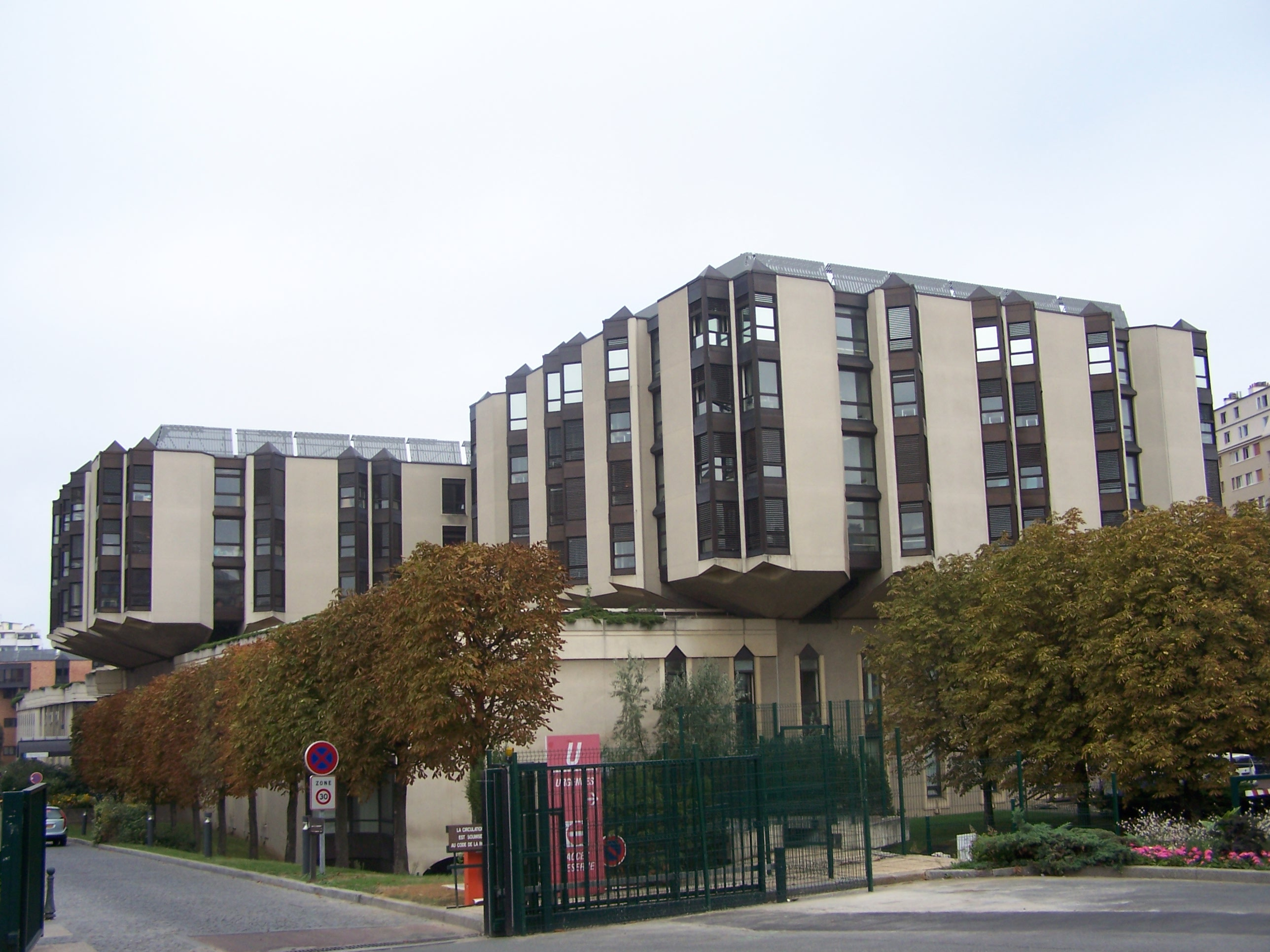
Nové pavilony

## Architektura nové nemocnice
V roce 1974 bylo rozhodnuto vystavět nové nemocniční pavilony. Výstavba probíhala ve dvou etapách, které byly dokončené v roce 1984 a 1989. Nemocniční péče byla kompletně přenesena do nových budov, které jsou vybudovány tak, aby nepřesahovaly okolní zástavbu a nenarušovaly vzhled sousedních historických budov staré nemocnice.